# Viktor Černomirdin
Viktor Stepanovič Černomirdin (ruski:  Ви́ктор Степа́нович Черномы́рдин) (Orenburška oblast, 9. travnja 1938. – Moskva, 3. studenog 2010.) ruski političar i poslovni čovjek. Bio je osnivač i prvi predsjednik energetske tvrtke Gazprom, premijer Rusije od 1992. do 1998. godine i vd predsjednik Rusije za jedan dan 1996. godine. Bio ključna figura u ruskoj politici 1990.-tih, sudionik je u ruskoj tranziciji iz planske prema tržišnoj ekonomiji. Od 2001. do 2009., bio je ruski veleposlanik u Ukrajini. Nakon toga je bio savjetnik predsjednika.
Černomirdin je poznat u Rusiji i zemljama ruskog govornog područja po njegovom jedinstvenom stilu jezika koji je sadržavao brojne pravopisne i sintaktičke pogreške. Mnoge od njegovih izreka postale su aforizmi u ruskom jeziku, najpoznatiji je njegov izraz "Mi značilo učiniti bolje, ali je izašao kao i uvijek "(ruski: Хотели как лучше, а получилось как всегда).
Černomirdin je umro 3. studeni 2010.  nakon duge bolesti. Pokopan je pokraj svoje supruge u groblju Novodevičje 5. studenog,  njegov sprovod je prenošen uživo na Ruskoj federativnoj televiziji. 

## Vanjske poveznice
- Viktor Černomirdin The Columbia Encyclopedia, šesto izdanje 2007., i srodni članci
- Čovjek u vijestima; Kremlj je tehnokrat: Viktor Černomirdin Po Steven Erlanger New York Times 15. prosinca 1992.